# Barryl Biekman
Barryl Alexandrina Biekman (Paramaribo, 1950) is een Nederlands pedagoge, ex-politica en mensenrechtenactivist. Ze is voorzitter van het Landelijk Platform Slavernijverleden en van de Ghana-Suriname Kamer van Koophandel.

## Loopbaan
Biekman studeerde pedagogiek aan de Rijksuniversiteit Leiden. Als lid van de politieke partij D66 is zij vanaf het midden van de jaren 70 van de 20ste eeuw actief geweest op verschillende terreinen in de politiek, onder meer als gemeentelijk coördinator van het samenwerkingsverband tussen de republiek Suriname en de gemeente Den Haag (SSDH) en als lid van de Provinciale Staten van Zuid-Holland. Als zodanig schreef zij het initiatiefvoorstel Diversiteitsbeleid: etnisch culturele minderheden bij de provincie Zuid-Holland. Biekman was projectleider van het Logo South Landenprogramma Suriname van VNG International, de organisatie voor internationale samenwerking van de Vereniging van Nederlandse Gemeenten. Zij maakt(e) zich met name sterk voor een goede toegankelijkheid van algemene instellingen voor mensen die naast de Nederlandse cultuur nog een andere cultuur hebben. In 2014 promoveerde zij aan de Anton de Kom Universiteit van Suriname, Faculteit maatschappijwetenschappen.
Dr. Biekman is actief in de Afro-Europese Vrouwenbeweging Sophiedela, voorzitter van het Landelijk Platform Slavernijverleden en, sinds 2020, voorzitter van de Ghana-Suriname Kamer van Koophandel.

## Activisme
Biekman is bekend van haar decennialange strijd tegen de onverschilligheid van Nederland met betrekking tot haar koloniaal verleden. Vanuit het Landelijk Platform Slavernijverleden (LPS), een samenwerkingsorgaan van verschillende lidorganisaties opgericht in 2000, heeft Biekman zich onder meer ingezet voor het Nationaal Monument Slavernijverleden in Amsterdam (2002) en voor het officieel aanschrijven van de Nederlandse regering door het Hoog Commissariaat voor de Mensenrechten van de VN inzake het stereotype Zwarte Piet (2013). Het LPS steunt initiatieven in het kader van 'Reparative Justice', een begrip dat breder moet worden opgevat dan alleen financieel. In 2017 organiseerde zij de petitie Burgerintiatief voor Herstelbetalingen gericht aan het Nederlandse parlement. In het boek Uitsluitingsmechanismen, Blaka tara en afrofobie (2018) beschrijft Biekman haar 53 jaar van activisme. Op de voorzijde staat een afbeelding van een paneel van de Gouden Koets, Hulde der Kolonieën, dat volgens Biekman een misdaad tegen de menselijkheid toont.

## Prijzen
In 2007 werd Barryl Biekman benoemd tot Officier in de Ere-Orde van de Palm in Suriname.
In 2008 ontving zij de Premio D. Emilio Castelar, vanwege haar baanbrekend werk op het gebied van de erkenning van het leed dat de trans-Atlantische slavenhandel en de slavernij hebben teweeggebracht. Zij droeg er in belangrijke mate aan bij dat dit onderwerp op de agenda van de Nederlandse staat en het Nederlandse parlement belandde. Daarnaast zette zij zich krachtig in voor de oprichting van het nationaal monument in het Oosterpark en voor de totstandkoming van het Nationaal Instituut Nederlands Slavernijverleden en erfenis (NiNsee) in Amsterdam. Ook haar inzet tijdens de VN Durban Wereld Conferentie in 2001 tegen racisme, discriminatie en vreemdelingenhaat is bij de toekenning van deze prijs gememoreerd. 

## Trivia
Barryl Biekman speelde een rol in de film Sita in de Noordzee uit 1985 van Alma Popeyus.

## Over Biekman
Anke Manschot, 'Voorvechtster Barryl Biekman: "In Nederland is slavernij altijd met de mantel der schaamte bedekt" '. In: Opzij, 1-7-2001.